# Ștefan Hotăran
Ștefan Hotăran (n. 1883, Șimand) a fost un deputat în Marea Adunare Națională de la Alba Iulia, organismul legislativ reprezentativ al „tuturor românilor din Transilvania, Banat și Țara Ungurească”, cel care a adoptat hotărârea privind Unirea Transilvaniei cu România, la 1 decembrie 1918.:p. 77

## Biografie
Ștefan Hotăran s-a născut în comuna Șimand din județul Arad, la data de 27 august 1883 și a urmat cursurile școlii primare.:p. 16

## Activitatea politică

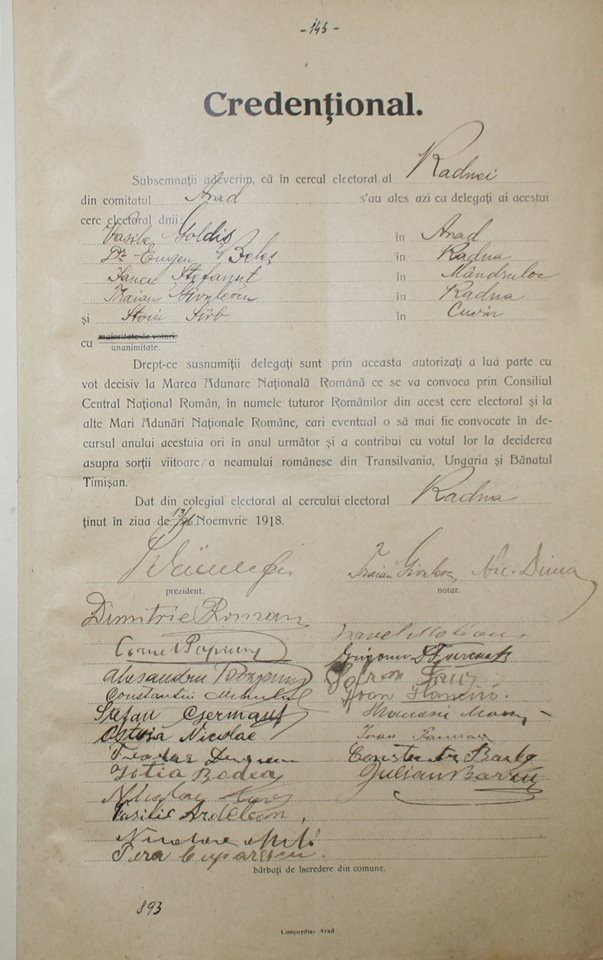
Credențional

Ca deputat în Adunarea Națională din 1 decembrie 1918 a reprezentat, ca delegat de drept, cercul electoral Sântana.:p. 77:p. 16